# Uhrturm von Izmir

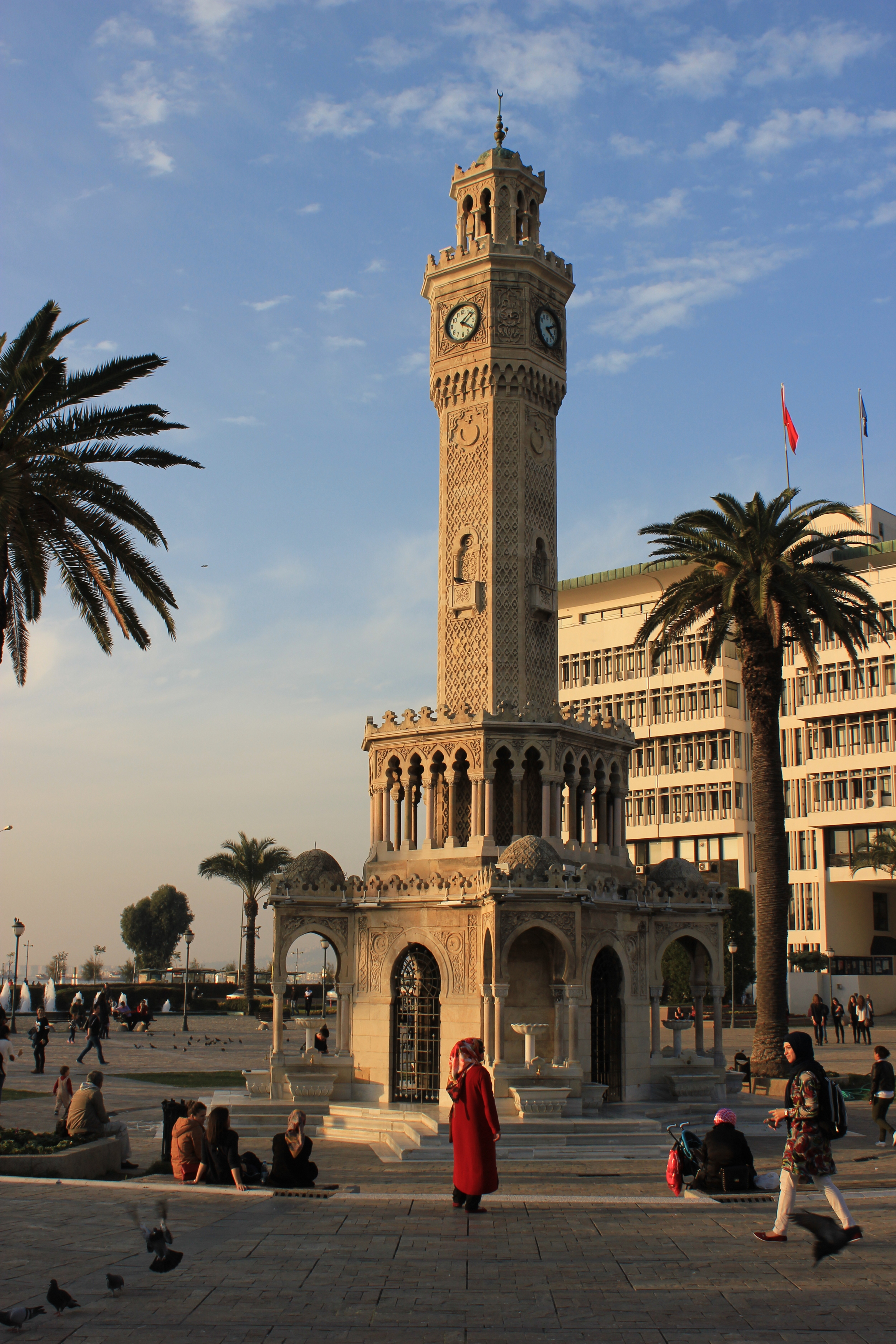
Uhrturm von Izmir

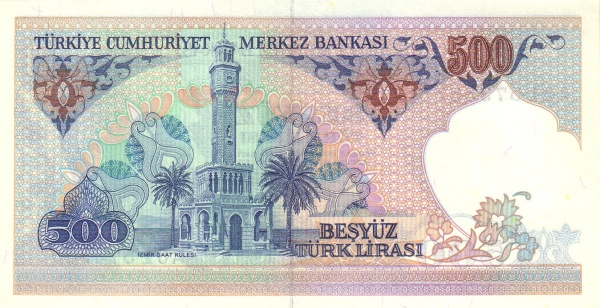
Vorderseite der 500-Lira-Banknote 1983–1989

Der Uhrturm von Izmir (türkisch İzmir Saat Kulesi) ist ein 1901 erbauter historischer Uhrturm am Konak-Platz im Bezirk Konak von Smyrna, heute Izmir in der Türkei. Er befindet sich in unmittelbarer Nähe zur Yalı-Moschee und gilt als Wahrzeichen der Stadt.

## Geschichte
Der vom levantinisch-französischen Architekten Raymond Charles Péré entworfene Turm wurde im Jahr 1901 anlässlich des 25. Thronbesteigungsjubiläums von Abdülhamid II. (reg. 1876–1909) errichtet. Der 25 Meter hohe Turm, mit einer Eisen- und Bleikonstruktion und in gehobener osmanischer Architektur gestaltet, wird von vier als Şadırvan gestalteten Brunnen kreisförmig umgeben. Die Säulen sind durch maurische Motive inspiriert. Die Uhr selbst war ein Geschenk des deutschen Kaisers Wilhelm II. (reg. 1888–1918).
Der Uhrturm war auf der Vorderseite der türkischen 500-Lira Banknoten von 1983 bis 1989 abgebildet.
In den ehemaligen Balkanprovinzen des Osmanischen Reiches, vor allem in den heutigen serbischen, bosnischen und montenegrinischen Städten wie Belgrad, Prijepolje, Sarajevo, Banja Luka, Gradačac und Stara Varoš, existieren ähnliche Uhrtürme weiterhin und werden Sahat Kula genannt (abgeleitet vom türkischen Saat Kulesi bedeutend Uhrturm.)